# Puccinia laguri-chamaemoly
Puccinia laguri-chamaemoly ist eine Ständerpilzart aus der Ordnung der Rostpilze (Pucciniales). Der Pilz ist ein Endoparasit von Lauche und Samtgras. Symptome des Befalls durch die Art sind gelbe Rostflecken und Pusteln auf den Blattoberflächen der Wirtspflanzen. Das Verbreitungsgebiet umfasst weite Teile Europas.

## Merkmale

### Makroskopische Merkmale
Puccinia laguri-chamaemoly ist mit bloßem Auge nur anhand der auf der Oberfläche des Wirtes hervortretenden Sporenlagern zu erkennen. Sie wachsen in Nestern, die als gelbliche bis braune oder schwärzliche Flecken und Pusteln auf den Blattoberflächen erscheinen.

### Mikroskopische Merkmale
Das Myzel von Puccinia laguri-chamaemoly wächst wie bei allen Puccinia-Arten interzellulär und bildet Saugfäden, die in das Speichergewebe des Wirtes wachsen. Ihre Pyknien sind goldgelb und wachsen auf beiden Blattseiten. Die Aecien sind kreisförmig angeordnet und becherartig. Sie besitzen kugelige bis ellipsoide Aecidiosporen von 19–23 × 15–21 µm, die goldgelb und warzig sind. Die Uredien wachsen beidseitig und sind goldgelb. Ihre Uredosporen sind kugelig bis eiförmig, 22–26 × 18–23 µm groß und warzig. Die beidseitig wachsenden Telien der Art sind rundlich oder länglich und schwarz. Die Teleutosporen sind ein- bis zweizellig, länglich bis keulenförmig und 36–60 × 18–22 µm groß. Sie sind braun, ihre Stiele sind kurz und genauso gefärbt.

## Verbreitung
Puccinia laguri-chamaemoly besitzt ein Verbreitungsgebiet, das sich über den westlichen Mittelmeerraum erstreckt.

## Ökologie
Die Wirtspflanzen von Puccinia laguri-chamaemoly sind als Haplont Lauche (Allium spp.) sowie Samtgras (Lagurus ovatus) für den Dikaryonten. Der Pilz ernährt sich von den im Speichergewebe der Pflanzen vorhandenen Nährstoffen, seine Sporenlager brechen später durch die Blattoberfläche und setzen Sporen frei. Die Art verfügt über einen Entwicklungszyklus mit Pyknien, Uredien, Telien und Aecidien.